# جورج بيمنتل
جورج كلود بيمنتل (بالإنجليزية: George Claude Pimentel)‏ (مواليد 2 مايو 1922 – الوفاة 18 يونيو 1989) مخترع الليزر الكيميائي. كما قام بتطوير تقنية عزل المصفوفة في الكيمياء في درجات الحرارة المنخفضة. في الكيمياء النظرية، اقترح ثلاثة-مركز أربع إلكترون السندات التي قبلت الآن باعتبارها أفضل نموذج بسيط من فرط التكافؤ. في أواخر الستينات، قاد بيمنتل فريق جامعة كاليفورنيا الذي صمم مطياف الأشعة تحت الحمراء من أجل بعثات مسباري مارينر 6 ومارينر 7 لتحليل الغلاف الجوي للمريخ.
حصل على شهادة البكالوريوس من جامعة كاليفورنيا في لوس أنجلوس (عام 1943م) والدكتوراه من جامعة كاليفورنيا في بيركلي (عام 1949م)، وبدأ التدريس في بيركلي في عام 1949م، حيث بقي حتى وفاته في عام 1989م.[بحاجة لمصدر]
في عام 1966 عندما كان العمل على الليزر الكيميائي نشطاً، انتخب بيمنتل عضواً في الأكاديمية الوطنية للعلوم وفي عام 1968 في الأكاديمية الأمريكية للفنون والعلوم. في عام 1985, 1987, 1989 انتخب عضواً فخرياً في الجمعية الأمريكية للفلسفة والجمعية الملكية للكيمياء (بريطانيا) والمعهد الملكي للكيمياء.

## الأوسمة والجوائز
تم تغيير اسم جائزة الجمعية الكيميائية الأمريكية إلى اسم جائزة جورج كلود بيمنتل (بالإنجليزية: George C. Pimentel Award in Chemical Education)‏ تكريما له في عام 1989م.
- جائزة إيرل كيث بلايلر في التحليل الطيفي الجزيئي (1979).
- جائزة وولف في الكيمياء (عام 1982).
- جائزة بيتر ديباي (1983).
- قلادة العلوم الوطنية (1985).
- وسام فرانكلين (1985).
- جائزة ويلش (1986).
- الجائزة الذهبية للمعهد الأمريكي للكيميائيين (1988).
- قلادة بريستلي (1989).
- جائزة جورج كلود بيمنتل في تعليم الكيمياء [الإنجليزية] (1990).

## وصلات خارجية
- Jeanne Pimentel (2003). "George C. Pimentel Website". مؤرشف من الأصل في 2017-08-15. اطلع عليه بتاريخ 2007-11-19.
- Ann Thayer. "The Priestley Medal - 1989: George C. Pimentel (1922-1989) Chemical & Engineering News, April 7, 2008". مؤرشف من الأصل في 2016-04-02. اطلع عليه بتاريخ 2008-09-17.
- C.Bradley Moore (2007). "George Claude Pimentel 1922-89 A Biographical Memoir" (PDF). الأكاديمية الوطنية للعلوم. مؤرشف من الأصل (PDF) في 2013-01-20. اطلع عليه بتاريخ 2008-09-17.
- دليل أوراق جورج بيمنتل في مكتبة بانكروفت